# Beaulieu-sur-Oudon
Beaulieu-sur-Oudon település Franciaországban, Mayenne megyében. Lakosainak száma 500 fő (2022. január 1.). Beaulieu-sur-Oudon Le Pertre, Cossé-le-Vivien, Méral, Montjean és Saint-Cyr-le-Gravelais községekkel határos.

## Népesség
A település népességének változása:
| Lakosok száma | 533  | 440  | 380  | 496  | 471  | 488  | 519  | 529  | 535  | 500  |
|               | 1968 | 1982 | 1990 | 2006 | 2013 | 2015 | 2017 | 2019 | 2020 | 2022 |